# Euploea penanga
Euploea penanga är en fjärilsart som beskrevs av Talbot 1940. Euploea penanga ingår i släktet Euploea och familjen praktfjärilar. Inga underarter finns listade i Catalogue of Life.